# أورازان
أورازان هي قرية في مقاطعة طالقان، إيران. يقدر عدد سكانها بـ 165 نسمة بحسب إحصاء 2016.